# Durtol
Durtol est une commune française située dans le département du Puy-de-Dôme, en région Auvergne-Rhône-Alpes. Elle fait partie de l'aire d'attraction de Clermont-Ferrand.

## Géographie

### Localisation
Durtol est située au nord-ouest de l'agglomération de Clermont-Ferrand.
Ses lieux-dits ou quartiers sont : la Garenne-Haute, les Hautes-Roches, Montchany.
Cinq communes sont limitrophes :
Les communes limitrophes sont Nohanent, Blanzat, Chanat-la-Mouteyre, Clermont-Ferrand, Orcines et Chamalières.
| Chanat-la-Mouteyre | Nohanent | Blanzat          |
|                    | Durtol   |                  |
| Orcines            |          | Clermont-Ferrand |

### Géologie et relief
Durtol est bâti sur une coulée de lave du volcan du Pariou. Il est séparé de Montjuzet par « la petite montagne de Fournier, composée d'argiles et recouverte de caires à friganes ».

### Climat
Pour des articles plus généraux, voir Climat d'Auvergne-Rhône-Alpes et Climat du Puy-de-Dôme.
En 2010, le climat de la commune est de type climat des marges montagnardes, selon une étude du Centre national de la recherche scientifique s'appuyant sur une série de données couvrant la période 1971-2000. En 2020, Météo-France publie une typologie des climats de la France métropolitaine dans laquelle la commune est exposée à un climat de montagne ou de marges de montagne et est dans la région climatique  Nord-est du Massif Central, caractérisée par une pluviométrie annuelle de 800 à 1 200 mm, bien répartie dans l’année. 
Pour la période 1971-2000, la température annuelle moyenne est de 10,5 °C, avec une amplitude thermique annuelle de 16,1 °C. Le cumul annuel moyen de précipitations est de 907 mm, avec 10,4 jours de précipitations en janvier et 7,1 jours en juillet. Pour la période 1991-2020, la température moyenne annuelle observée sur la station météorologique de Météo-France la plus proche, « Clermont-Ferrand », sur la commune de Clermont-Ferrand à 3 km à vol d'oiseau, est de 12,1 °C et le cumul annuel moyen de précipitations est de 563,4 mm,. Pour l'avenir, les paramètres climatiques de la commune estimés pour 2050 selon différents scénarios d'émission de gaz à effet de serre sont consultables sur un site dédié publié par Météo-France en novembre 2022.
| Mois                                  | jan.             | fév.            | mars             | avril           | mai             | juin          | jui.            | août           | sep.            | oct.            | nov.             | déc.             | année     |
| ------------------------------------- | ---------------- | --------------- | ---------------- | --------------- | --------------- | ------------- | --------------- | -------------- | --------------- | --------------- | ---------------- | ---------------- | --------- |
| Température minimale moyenne (°C)     | 0,6              | 0,6             | 3                | 5,3             | 9,1             | 12,6          | 14,5            | 14,4           | 10,9            | 8,3             | 3,9              | 1,4              | 7,1       |
| Température moyenne (°C)              | 4,3              | 5,1             | 8,3              | 10,9            | 14,8            | 18,4          | 20,6            | 20,6           | 16,7            | 13              | 7,9              | 5                | 12,1      |
| Température maximale moyenne (°C)     | 8                | 9,5             | 13,7             | 16,6            | 20,5            | 24,2          | 26,8            | 26,8           | 22,5            | 17,8            | 12               | 8,6              | 17,3      |
| Record de froid (°C) date du record   | −23,1 05.01.1971 | −29 14.02.1929  | −21,3 11.03.1931 | −7,1 08.04.03   | −4,2 02.05.1938 | 1 02.06.1975  | 3,8 03.07.1948  | 2,4 24.08.1980 | −3 24.09.1928   | −9,2 29.10.1997 | −11,8 23.11.1993 | −25,8 18.12.1933 | −29 1929  |
| Record de chaleur (°C) date du record | 22,1 30.01.02    | 25,9 28.02.1960 | 26,6 25.03.1981  | 31,3 16.04.1949 | 33 17.05.1945   | 40,9 26.06.19 | 40,7 31.07.1983 | 40,4 24.08.23  | 36,8 16.09.1987 | 33,2 02.10.23   | 24,7 08.11.15    | 21,9 30.12.1925  | 40,9 2019 |
| Ensoleillement (h)                    | 846              | 1 096           | 1 654            | 1 791           | 1 997           | 2 252         | 2 556           | 2 432          | 1 914           | 136             | 903              | 777              | 19 579    |
| Précipitations (mm)                   | 26,6             | 18,7            | 26,1             | 51,1            | 66,5            | 67,5          | 63,3            | 62             | 57,5            | 48,8            | 46,2             | 29,1             | 563,4     |

## Urbanisme

### Typologie
Au 1er janvier 2024, Durtol est catégorisée ceinture urbaine, selon la nouvelle grille communale de densité à sept niveaux définie par l'Insee en 2022.
Elle appartient à l'unité urbaine de Clermont-Ferrand, une agglomération intra-départementale regroupant 17  communes, dont elle est une commune de la banlieue,,. Par ailleurs la commune fait partie de l'aire d'attraction de Clermont-Ferrand, dont elle est une commune de la couronne,. Cette aire, qui regroupe 209 communes, est catégorisée dans les aires de 200 000 à moins de 700 000 habitants,.

### Occupation des sols
L'occupation des sols de la commune, telle qu'elle ressort de la base de données européenne d’occupation biophysique des sols Corine Land Cover (CLC), est marquée par l'importance des forêts et milieux semi-naturels (70 % en 2018), en augmentation par rapport à 1990 (57,5 %). La répartition détaillée en 2018 est la suivante : forêts (56,7 %), zones urbanisées (25,3 %), milieux à végétation arbustive et/ou herbacée (13,3 %), zones agricoles hétérogènes (4,6 %), prairies (0,2 %). L'évolution de l’occupation des sols de la commune et de ses infrastructures peut être observée sur les différentes représentations cartographiques du territoire : la carte de Cassini (XVIIIe siècle), la carte d'état-major (1820-1866) et les cartes ou photos aériennes de l'IGN pour la période actuelle (1950 à aujourd'hui).

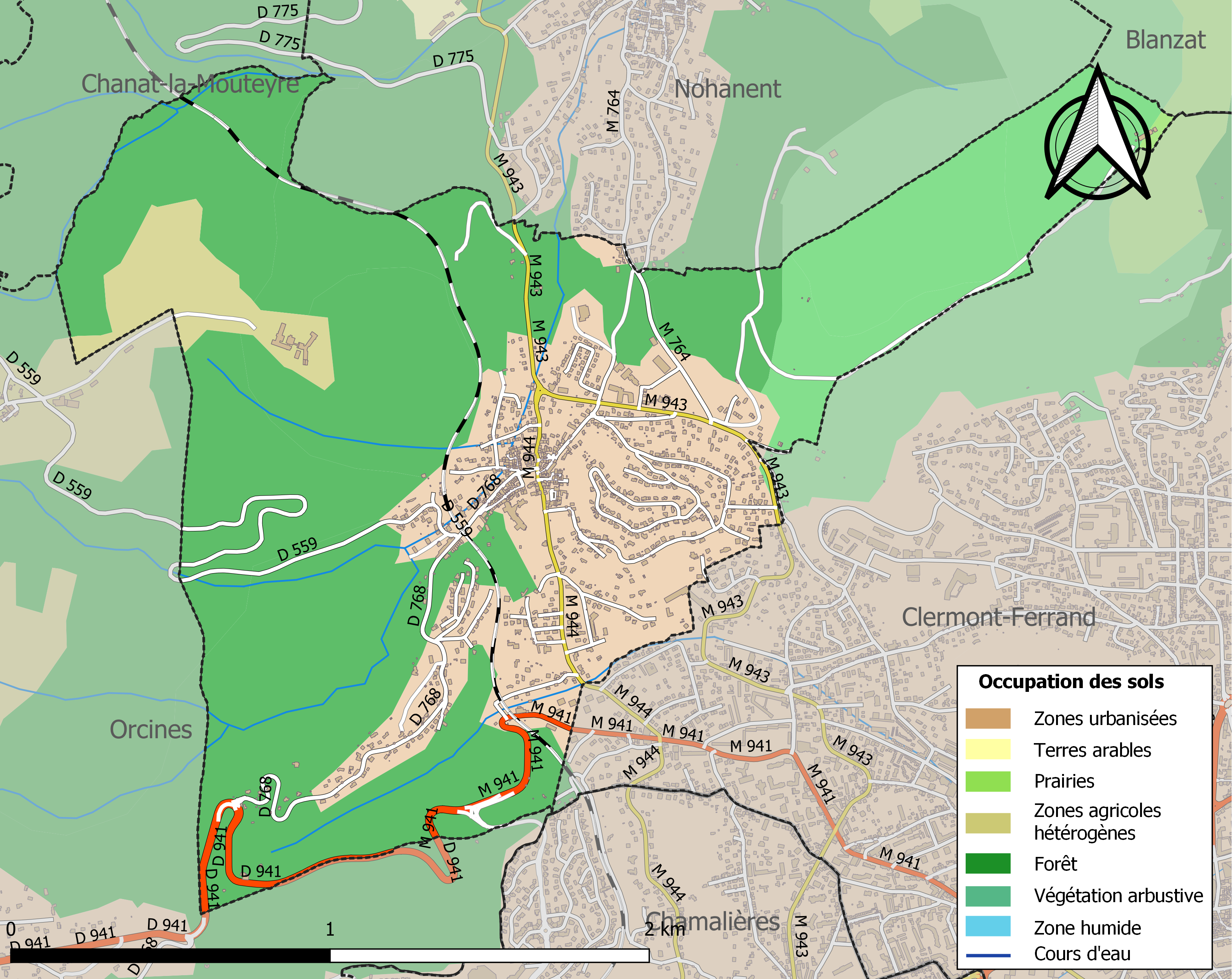
Carte des infrastructures et de l'occupation des sols de la commune en 2018 (CLC).

### Logement
En 2013, la commune comptait 910 logements, contre 903 en 2008. Parmi ces logements, 93,5 % étaient des résidences principales, 0,7 % des résidences secondaires et 5,8 % des logements vacants. Ces logements étaient pour 79,5 % d'entre eux des maisons individuelles et pour 20,2 % des appartements.
La proportion des résidences principales, propriétés de leurs occupants était de 70,8 %, en hausse sensible par rapport à 2008 (68,4 %). La part de logements HLM loués vides était de 11,8 % (contre 11,6 %).

### Voies de communication et transports

#### Voies routières
La commune de Durtol est traversée par la route départementale 944 (anciennement D 941C et N 141C). La départementale 943 (anciennement D 941 et N 141) dessert les quartiers Est et Nord depuis le carrefour des Quatre-Routes de Clermont-Ferrand.
La RD 559 relie le centre-bourg de Durtol à des quartiers d'Orcines (Ternant et Sarcenat) en desservant la gare ferroviaire, tandis que la RD 768 permet de rejoindre d'autres quartiers d'Orcines (Villars, Fontanas) par la route de Champiot et la D 941.
La RD 764 relie Durtol à Nohanent.

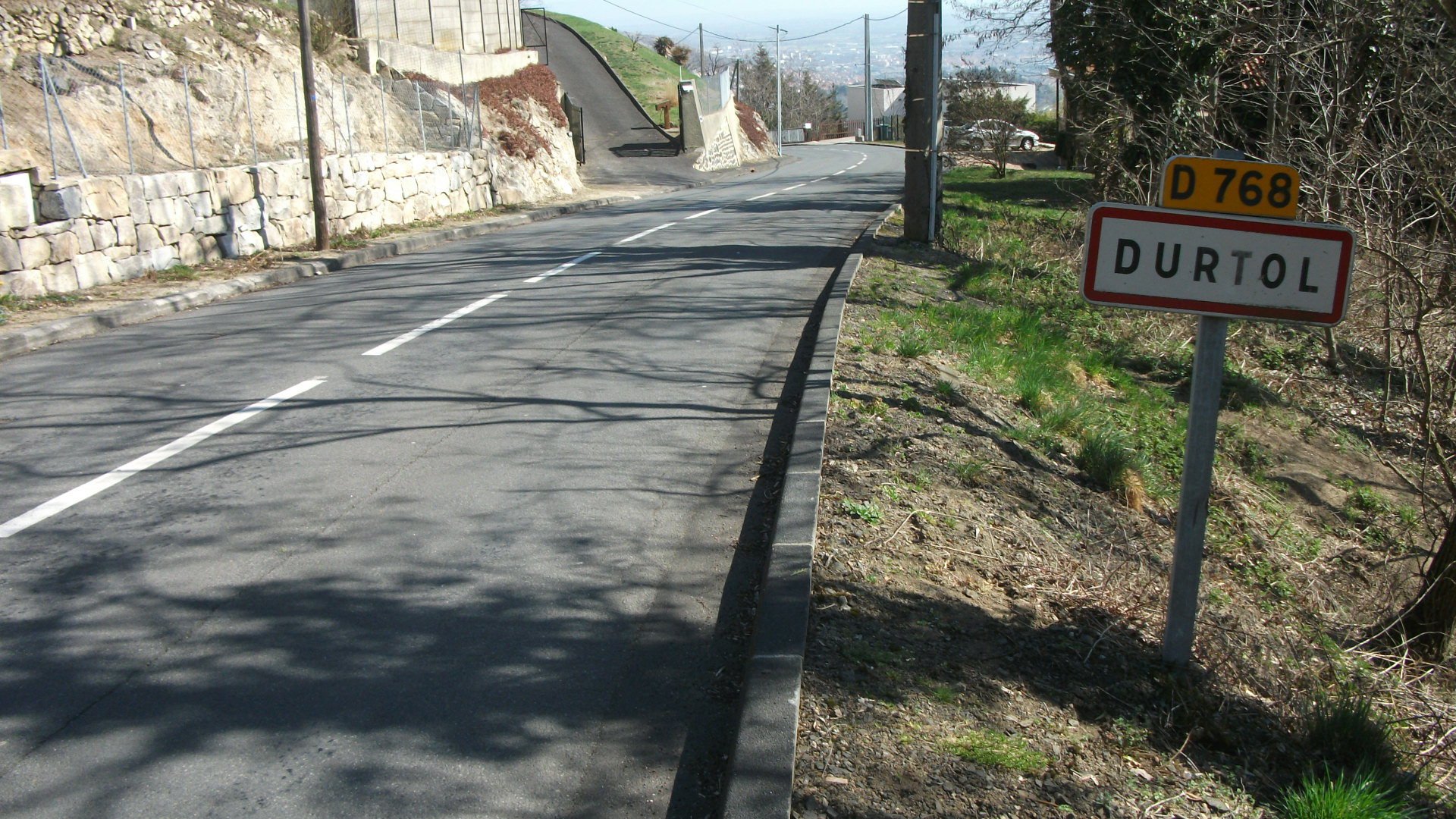
Entrée de Durtol par la D 768.
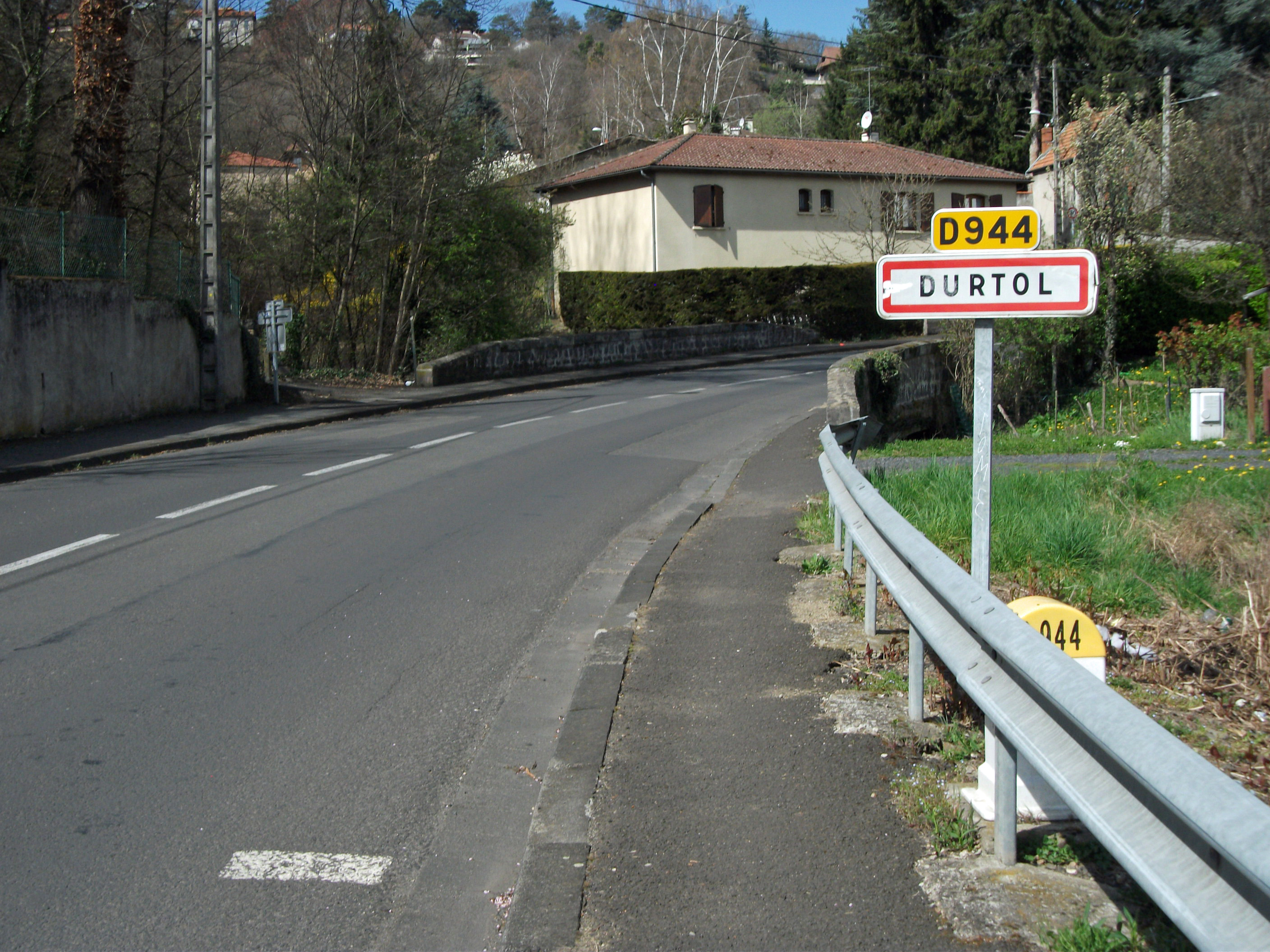
Entrée depuis Clermont-Ferrand (D 944).
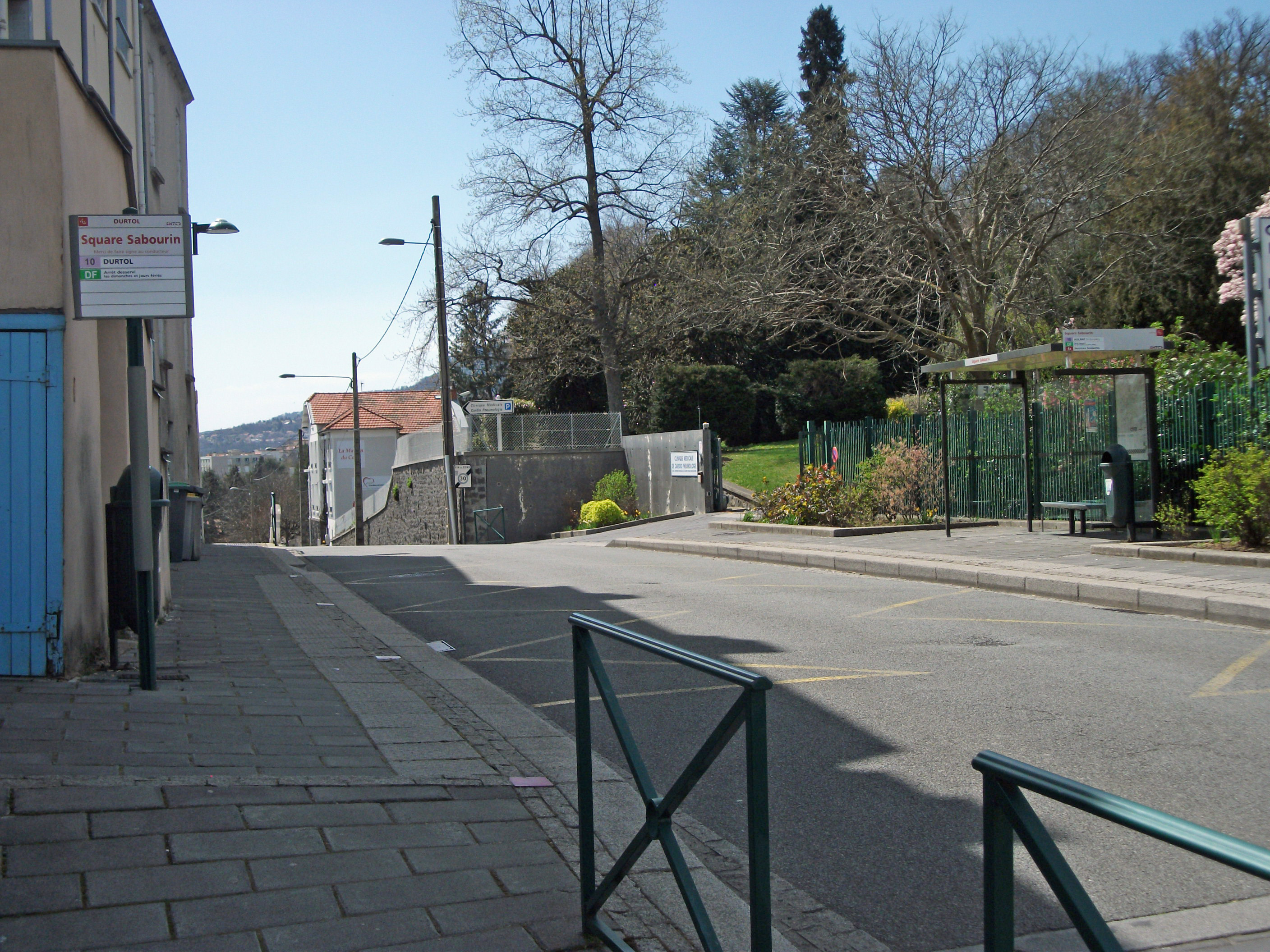
Arrêts de bus Square Sabourin.

#### Transports en commun
Deux lignes de bus du réseau T2C desservent la commune :
- la ligne 10 en passant par Montcharvais, des quartiers en altitude de Clermont-Ferrand (Tamaris), des quartiers de Chamalières (avenue Joseph-Claussat), la zone industrielle du Brézet et Aulnat ;
- la ligne 32 à destination de Sayat via Nohanent.

#### Transport ferroviaire

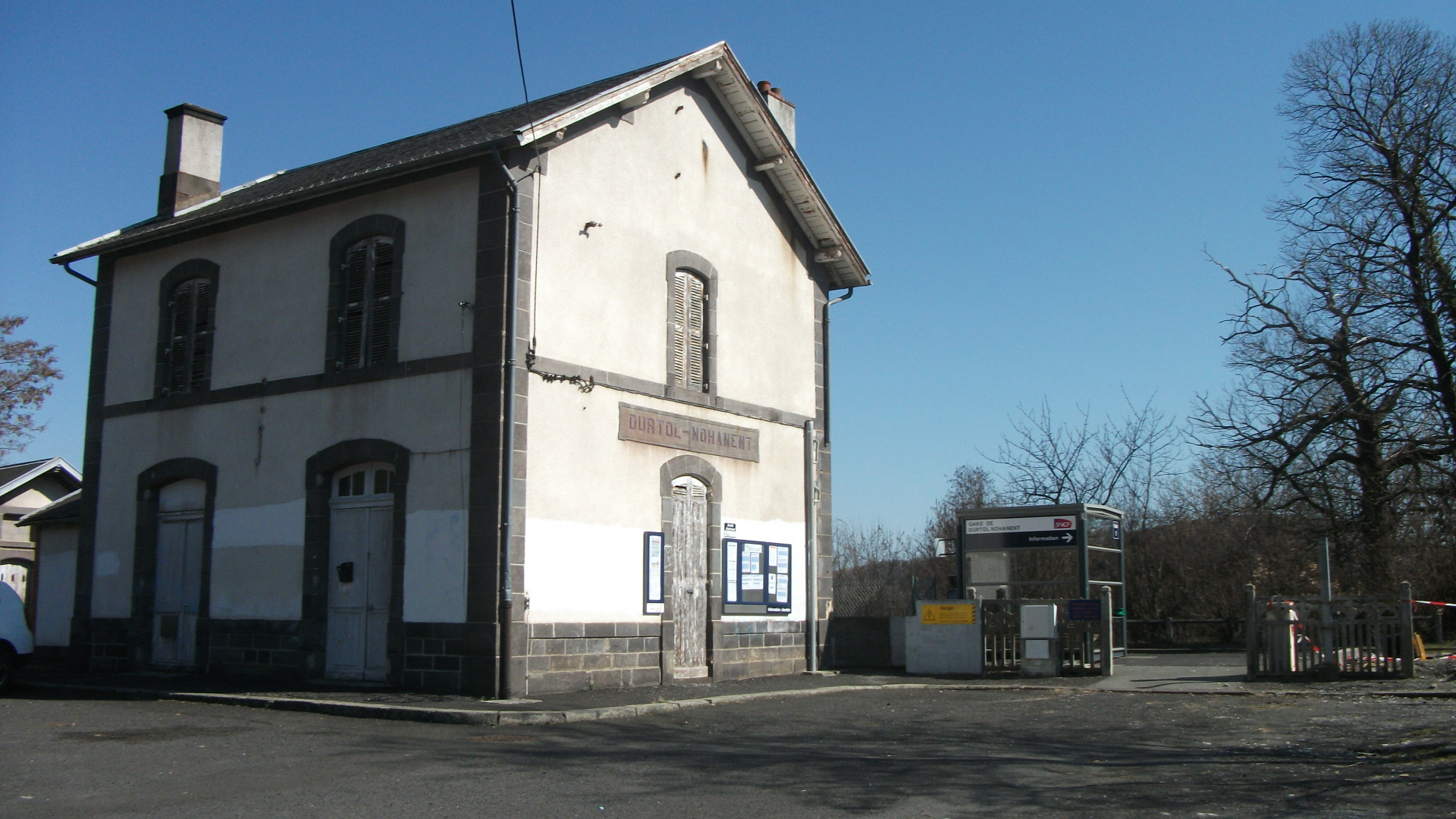
Gare de Durtol - Nohanent.

La ligne d'Eygurande - Merlines à Clermont-Ferrand passe sur le territoire de la commune. Une gare y est implantée.
Des trains reliant Clermont-Ferrand et Volvic ou Le Mont-Dore desservent la gare de Durtol - Nohanent, située en hauteur et accessible par la D 559.

## Toponymie
Le nom de la localité est attesté pour la première fois sous la forme Disertolio au Xe siècle.
Pour Emmanuel Grélois et Jean-Pierre Chambon, cette écriture est à relier au point de départ étymologique Desertóialu, analysable comme un composé hybride gallo-latin. Le second terme provient du Gaulois ialo, et signifie « clairière ». Le premier terme provient du latin desertus, signifiant « désert, inculte, sauvage ». La signification primitive serait alors « clairière déserte ». Cela est passé par la suite sous la forme auvergnate Durtol qui a donné son nom actuel en français.

## Politique et administration

### Découpage territorial
Après avoir fait partie dès 1793 du canton de Chamalières, puis de 1801 à 1982 de l'ancien canton de Clermont-Ferrand-Nord, puis du canton de Royat de 1982 à mars 2015. Durtol est rattachée au nouveau canton de Cébazat.

### Tendances politiques et résultats
Le maire sortant, Lucien Vray, ne s'est pas représenté. Aux élections municipales de 2014, Michel Sabre (DVG) a été élu au second tour, avec 38,42 % des voix, battant François Carmier (DVD, 35,19 %) et Jean-Paul Duret (DVD, 26,37 %). Sur les 1 560 inscrits, exactement les trois quarts ont pu voter.

### Administration municipale
Le conseil municipal, réuni en mai 2020 pour élire le nouveau maire (François Carmier), a désigné cinq adjoints.
| Période                                  | Période                   | Identité                    | Étiquette    | Qualité                                                |
| ---------------------------------------- | ------------------------- | --------------------------- | ------------ | ------------------------------------------------------ |
| Les données manquantes sont à compléter. |                           |                             |              |                                                        |
| mars 1965                                | 1982 [réf. nécessaire]    | Marcel Deplagne (1912-1982) |              | Contremaître retraité, résistant Réélu en 1971 et 1977 |
| mars 1983                                | mars 2001                 | Claude Farges               |              |                                                        |
| mars 2001                                | mars 2014                 | Lucien Vray                 | UMP puis UDI | Ancien adjoint                                         |
| mars 2014                                | mai 2020                  | Michel Sabre                | DVG          | Retraité de la fonction publique                       |
| mai 2020                                 | En cours (au 29 mai 2020) | François Carmier,           | DVD          | Professeur des écoles                                  |

## Population et société

### Démographie

#### Évolution démographique
L'évolution du nombre d'habitants est connue à travers les recensements de la population effectués dans la commune depuis 1793. Pour les communes de moins de 10 000 habitants, une enquête de recensement portant sur toute la population est réalisée tous les cinq ans, les populations de référence des années intermédiaires étant quant à elles estimées par interpolation ou extrapolation. Pour la commune, le premier recensement exhaustif entrant dans le cadre du nouveau dispositif a été réalisé en 2007.

En 2022, la commune comptait 1 964 habitants, en évolution de −2,09 % par rapport à 2016 (Puy-de-Dôme : +2,1 %, France hors Mayotte : +2,11 %).
| 1793 | 1800 | 1806 | 1821 | 1831 | 1836 | 1841 | 1846 | 1851 |
| ---- | ---- | ---- | ---- | ---- | ---- | ---- | ---- | ---- |
| 82   | 395  | 430  | 463  | 412  | 421  | 414  | 445  | 450  |

| 1856 | 1861 | 1866 | 1872 | 1876 | 1881 | 1886 | 1891 | 1896 |
| ---- | ---- | ---- | ---- | ---- | ---- | ---- | ---- | ---- |
| 457  | 435  | 420  | 387  | 532  | 405  | 442  | 451  | 453  |

| 1901 | 1906 | 1911 | 1921 | 1926 | 1931 | 1936 | 1946 | 1954 |
| ---- | ---- | ---- | ---- | ---- | ---- | ---- | ---- | ---- |
| 527  | 549  | 542  | 602  | 675  | 823  | 742  | 767  | 846  |

| 1962 | 1968  | 1975  | 1982  | 1990  | 1999  | 2006  | 2007  | 2012  |
| ---- | ----- | ----- | ----- | ----- | ----- | ----- | ----- | ----- |
| 952  | 1 259 | 2 139 | 2 197 | 2 004 | 2 026 | 1 969 | 1 961 | 2 009 |

| 2017  | 2022  | - | - | - | - | - | - | - |
| ----- | ----- | - | - | - | - | - | - | - |
| 2 015 | 1 964 | - | - | - | - | - | - | - |

#### Pyramide des âges
La population de la commune est relativement âgée.
En 2018, le taux de personnes d'un âge inférieur à 30 ans s'élève à 27,8 %, soit en dessous de la moyenne départementale (34,2 %). À l'inverse, le taux de personnes d'âge supérieur à 60 ans est de 37,7 % la même année, alors qu'il est de 27,9 % au niveau départemental.
En 2018, la commune comptait 948 hommes pour 1 080 femmes, soit un taux de 53,25 % de femmes, légèrement supérieur au taux départemental (51,59 %).
Les pyramides des âges de la commune et du département s'établissent comme suit.
| Hommes | Classe d’âge | Femmes |
| ------ | ------------ | ------ |
| 1,6    | 90 ou +      | 4,7    |
| 10,7   | 75-89 ans    | 13,8   |
| 21,5   | 60-74 ans    | 22,6   |
| 21,8   | 45-59 ans    | 18,7   |
| 13,9   | 30-44 ans    | 14,8   |
| 13,5   | 15-29 ans    | 11,0   |
| 17,0   | 0-14 ans     | 14,3   |

| Hommes | Classe d’âge | Femmes |
| ------ | ------------ | ------ |
| 0,7    | 90 ou +      | 2,1    |
| 7,4    | 75-89 ans    | 10,2   |
| 17,7   | 60-74 ans    | 18,6   |
| 20,2   | 45-59 ans    | 19,2   |
| 18,4   | 30-44 ans    | 17,4   |
| 18,6   | 15-29 ans    | 17,2   |
| 17     | 0-14 ans     | 15,3   |

### Enseignement
Durtol dépend de l'académie de Clermont-Ferrand. Elle possède une seule école : l'école élémentaire publique Henri-Pourrat.
Les élèves poursuivent leur scolarité à Clermont-Ferrand, dans le collège du quartier de Trémonteix, puis dans les lycées :
- Jeanne-d'Arc ou Blaise-Pascal pour les filières générales ;
- Lafayette ou Roger-Claustres pour la filière technologique « sciences et technologies de l'industrie et du développement durable » ;
- Sidoine-Apollinaire pour la filière technologique « sciences et technologies du management et de la gestion ».

### Sport
La commune possède trois associations sportives : un club de tennis, de basket-ball et de judo.
La 10e étape du Tour de France 2025 est passée par Durtol le 14 juillet 2025 (étape d'Ennezat à la station du Mont-Dore - Puy de Sancy). Les coureurs arrivent de Chanat-la-Mouteyre avant de descendre vers Clermont-Ferrand par l'avenue du Limousin et d'attaquer la côte de la Baraque (commune d'Orcines) ; le sprint intermédiaire a lieu dans cette commune, à hauteur du stade situé avenue de Pontgibaud.

## Économie

### Revenus de la population et fiscalité
En 2011, le revenu fiscal médian par ménage s'élevait à 37 336 €, ce qui plaçait Durtol au 5 255e rang des communes de plus de quarante-neuf ménages en métropole.

### Emploi
En 2013, la population âgée de quinze à soixante-quatre ans s'élevait à 1 190 personnes, parmi lesquelles on comptait 73 % d'actifs dont 67,6 % ayant un emploi et 5,4 % de chômeurs.
On comptait 549 emplois dans la zone d'emploi. Le nombre d'actifs ayant un emploi résidant dans la zone étant de 815, l'indicateur de concentration d'emploi est de 67,4 %, ce qui signifie que la commune offre +/- d'un emploi par habitant actif.
719 des 815 personnes âgées de quinze ans ou plus (soit 88,2 %) sont des salariés. 14,4 % des actifs travaillent dans la commune de résidence.

### Entreprises
Au 1er janvier 2014, Durtol comptait 90 entreprises : 5 dans l'industrie, 12 dans la construction, 46 dans le commerce, les transports et les services divers et 27 dans le secteur administratif.
En outre, elle comptait 94 établissements.

### Agriculture
Au recensement agricole de 2010, la commune comptait une seule exploitation agricole, contre aucune en 2000 et cinq en 1988. La superficie agricole utilisée sur cette exploitation est nulle (23 hectares en 1988).

### Commerce et services
La base permanente des équipements de 2015 recensait cinq commerces : une épicerie, une boulangerie, une boucherie-charcuterie, une librairie-papeterie ou vendeur de journaux ainsi qu'un magasin de vêtements.

### Tourisme
Au 1er janvier 2016, la commune ne comptait aucun hôtel, camping ou autre hébergement collectif.

## Culture locale et patrimoine

### Lieux et monuments

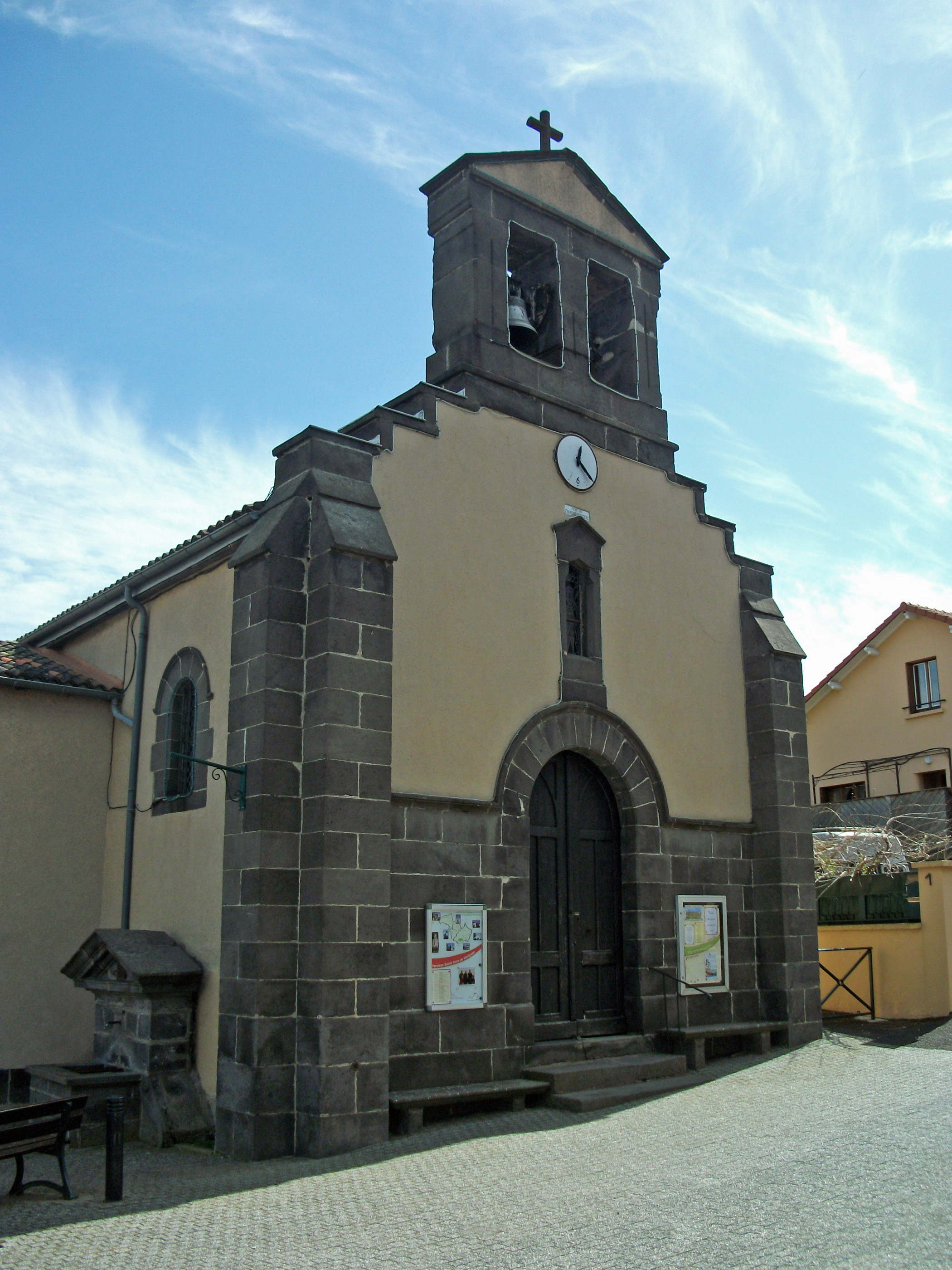
Église de Durtol.

Durtol possède un édifice inscrit au titre des monuments historiques : le plateau dit des Côtes de Clermont, couvrant quelques parcelles cadastrales, propriété privée empiétant sur trois autres communes, inscrit le 15 décembre 1986.
L'église n'est pas protégée aux monuments historiques.

### Personnalités liées à la commune
- Charles Sabourin (1849-1920), médecin pneumologue, qui a fondé à Durtol le premier sanatorium de France.
- Gilbert Paul Aragonnès d'Orcet, 1er curé de Durtol, devenu par la suite évêque de Langres[34]

### Cinéma
- En 1955, Gilles Grangier tourna route de Champiot un plan du film Gas-oil, avec Jean Gabin et Jeanne Moreau.

### Héraldique
| Blason de Durtol | Blason  | Écartelé, au premier d'or à la hure de sanglier de sable, au deuxième et au troisième d'azur à la croix ancrée d'or, au quatrième d'or à trois merlettes de sable. |
| Blason de Durtol | Détails | Le statut officiel du blason reste à déterminer. |

### Logotype

Logo actuel.